# Liegi-Bastogne-Liegi 1964
La Liegi-Bastogne-Liegi 1964, cinquantesima edizione della corsa, fu disputata il 3 maggio 1964 per un percorso di 245 km. Fu vinta dal belga Willy Bocklant, giunto al traguardo in 7h06'09" alla media di 34,615 km/h, precedendo l'altro belga Georges Vanconingsloo e l'italiano Vittorio Adorni. 
I corridori che portarono a termine la gara al traguardo di Liegi furono in totale 28.

## Ordine d'arrivo (Top 10)
| Pos. | Corridore              | Squadra                  | Tempo    |
| ---- | ---------------------- | ------------------------ | -------- |
| 1    | Willy Bocklant         | Flandria-Romeo           | 7h06'09" |
| 2    | Georges Vanconingsloo  | Peugeot-Michelin-BP      | s.t.     |
| 3    | Vittorio Adorni        | Salvarani                | s.t.     |
| 4    | Jozef Planckaert       | Flandria-Romeo           | a 16"    |
| 5    | Martin Van Den Bossche | Wiel's-Groene Leeuw      | a 22"    |
| 6    | Dick Enthoven          | Pelforth-Sauvage-Lejeune | a 49"    |
| 7    | Alfons Hermans         | Dr. Mann                 | a 1'20"  |
| 8    | Willy Monty            | Pelforth-Sauvage-Lejeune | a 1'22"  |
| 9    | Romain Van Wynsberghe  | Pelforth-Sauvage-Lejeune | a 2'48"  |
| 10   | Théo Mertens           | Libertas                 | a 3'47"  |